# Won
O won (圓; plural em português: wones), ou, na sua forma aportuguesada, uone (plural: uones), foi a moeda da Coreia entre 1902 e 1910. Era subdividido em 100 chon (錢).
Atualmente, estão em uso:
- o won norte-coreano, a moeda da Coreia do Norte;
- o won sul-coreano, a moeda da Coreia do Sul.